# Kaibō (outil)
Pour les articles homonymes, voir Kaibo.

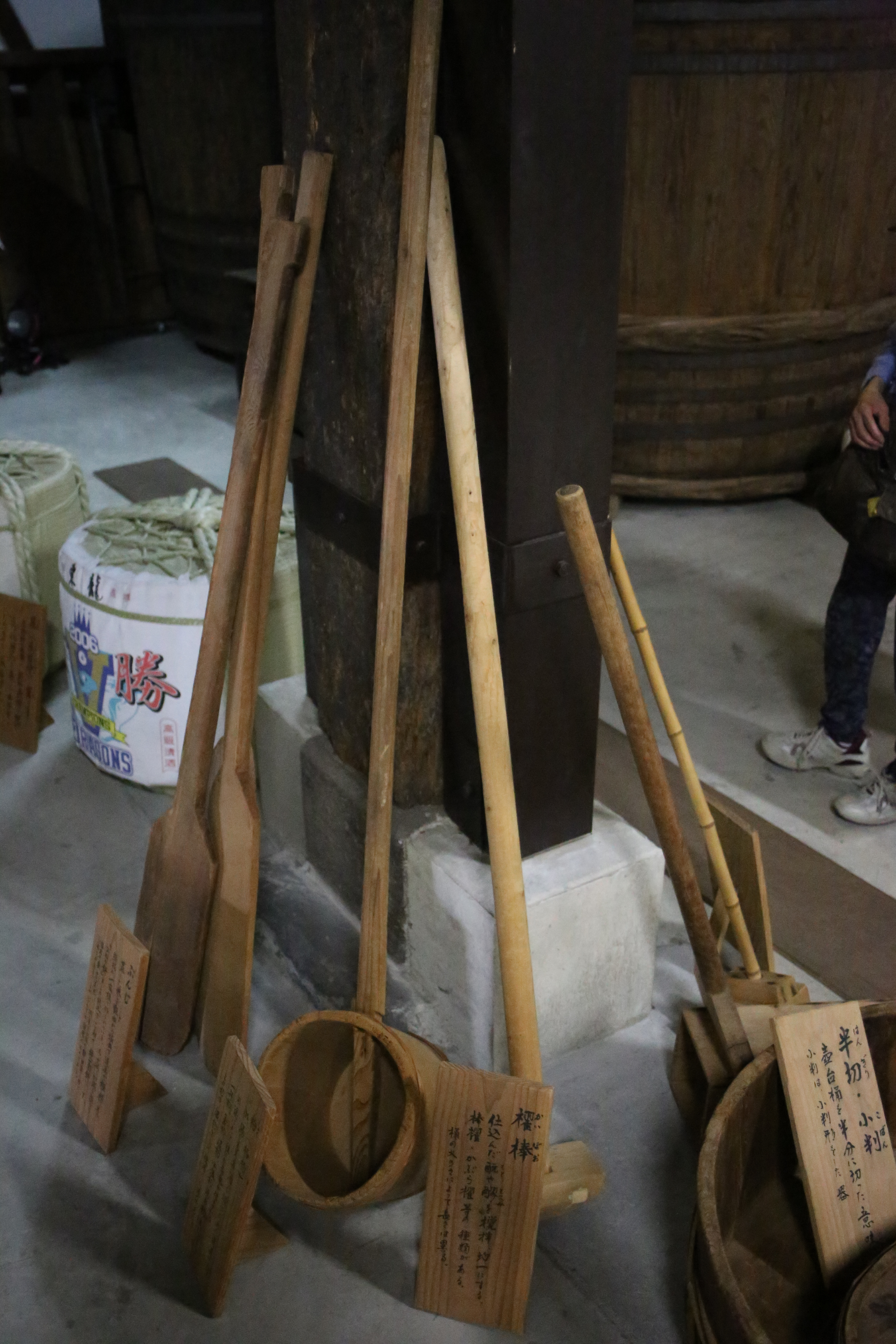
Exemples de Kaibōs dans le musée de la à Nagasaki.

Le Kaibō (櫂棒, Kaibō) ou Kai (櫂, Kai), est un outil utilisé dans la fabrication du saké. De la forme d'un long bâton, il sert à séparer les particules solides du liquides dans les tonneaux de fermentation.

## Utilisation
L'outil sert principalement à brasser les mélanges de saké dans les tonneaux. Le bout des bâtons offrent une bonne résistance, qui permet de disperser la bouillie.
Il est aussi utilisé dans le brassage de la sauce de soja.

## Histoire
Le Kaibō est utilisé dans la fermentation du saké pendant les ères Meiji, Taishō et Shōwa, avant d'être graduellement abandonnés pour des outils plus modernes. Le 1er juin 1985, plus de 6 120 objets relatifs à la fabrication du saké, dont des Kaibōs, sont enregistrés au patrimoine culturel de la ville de Kyoto pour être préservés.

## Types
D'une longueur de 2 à 5 mètres, les Kaibōs sont traditionnellement faits de bois ou de bambou, mais récemment, ils sont fabriqués à partir de résine d'epoxy, de plastique renforcé ou d'aluminium,. Certains sont cependant faits de tuyaux d'aluminium, par lesquels de l'air peut être soufflé pour mieux disperser les résidus.
Les plus récents Kaibōs peuvent avoir des manches en titane ou en acier inoxydable, et leurs têtes peuvent être retirées pour être lavées. Ceux-ci sont faciles d'entretien, attirent moins la moisissure et n'endommagent pas le tonneau.
- Kabura-gai (蕪櫂), littéralement rame-navet. Il comporte un bloc rectangulaire attachée au bâton et sert principalement à séparer le Shubo (酒母, activateur de la culture de la levure) du Moromi (醪, mélange de Shubo, de bactérie du Koji, de riz et d'eau)[5]. Le brassage doit être régulier, pour garder le Moromi « en activité »[6].
- Tama-gai (玉櫂), littéralement rame-boule. Il a la même utilité que le Kabura-gai, mais a un bout arrondi[4].
- Bō-gai (棒櫂), littéralement rame-bâton. Aussi appelé hera-gai (箆櫂), il est de la forme d'une rame, avec une palette aplatie. Il sert à pouvoir brasser le Kimoto (生酛系酒母, un autre type d'activateur de levure) jusqu'au fond et dans les coins du tonneau[5].
- Oni-gai (鬼櫂), littéralement rame-démon. Il a un bout plus épais, comme les matraques qu'utilisent les démons de la mythologie japonaise. Sert à brasser des mélanges plus épais et pour briser les agglutinements de riz[5].